# Cantón de Beaurepaire-en-Bresse
El cantón de Beaurepaire-en-Bresse era una división administrativa francesa, que estaba situada en el departamento de Saona y Loira y la región de Borgoña.

## Composición
El cantón estaba formado por siete comunas:
- Beaurepaire-en-Bresse
- Le Fay
- Montcony
- Sagy
- Saillenard
- Saint-Martin-du-Mont
- Savigny-en-Revermont

## Supresión del cantón de Beaurepaire-en-Bresse
En aplicación del Decreto n.º 2014-182 de 18 de febrero de 2014, el cantón de Beaurepaire-en-Bresse fue suprimido el 22 de marzo de 2015 y sus 7 comunas pasaron a formar parte; cuatro del nuevo cantón de Louhans y tres del nuevo cantón de Pierre-de-Bresse.